# Bystropogon canariensis
Bystropogon canariensis là một loài thực vật có hoa trong họ Hoa môi. Loài này được (L.) L'Hér. mô tả khoa học đầu tiên năm 1789.